# Puerto Ricotunnel
De Puerto Ricotunnel (Spaans: Túnel de Puerto Rico) is een tunnel voor het wegverkeer op de Spaanse weg GC-500 in de gemeente Mogán, in het zuiden van Gran Canaria. De Puerto Ricotunnel is 106 m lang en ligt ten zuidoosten van Puerto Rico.
Adolfo Cañastunnel · Balitotunnel · Candelariatunnel · El Galeóntunnel · El Lechugaltunnel · El Salvajetunnel · Ingeniero Julio Luengotunnel · La Vergatunnel · Los Frailestunnel · Mogántunnel · Montañetotunnel · Motor Grandetunnel · Pico Vientotunnel · Piedra Santatunnel · Pino Secotunnel · Puerto Ricotunnel · Sabinaltunnel · Salto del Negrotunnel · Santo Domingotunnel · Tauritotunnel · Taurotunnel · Tiritañatunnel